# Squatter’s Rights
Squatter’s Rights ist ein US-amerikanischer Zeichentrick-Kurzfilm von Jack Hannah aus dem Jahr 1946.

## Handlung
Micky Maus und Hund Pluto kommen im Winter zu ihrer Jagdhütte im Wald. Im Ofen der Hütte haben sich Ahörnchen und Behörnchen häuslich eingerichtet und befürchten nun, unfreiwillig gebraten zu werden. Eifrig pusten sie Mickys Streichhölzer aus, die in den Ofen gehalten werden, und auch brennende Zeitungen können sie löschen. Als Pluto, der die Backenhörnchen längst entdeckt hat, Micky Kerosin reicht, zünden die Hörnchen Mickys Schuh an. Der verdächtigt prompt Pluto und geht verärgert Holz hacken – Pluto soll sich unterdessen im Haus ruhig verhalten.
Als Micky fort ist, macht Pluto Jagd auf die Hörnchen, verfängt sich mit seiner Nase jedoch in einer Flinte. Beim Versuch, sich loszureißen, wird die Flinte abgefeuert und Pluto landet am Boden, die Flinte zwischen seinen Pfoten. Die Backenhörnchen entleeren eine Flasche Ketchup über ihm und Micky, vom Lärm aufgeschreckt, findet den „erschossenen“ Pluto am Hüttenboden. Während Micky seinen Hund beweint, sieht der erwachte Pluto das Ketchup und beginnt laut zu jammern. Micky rennt mit dem vermeintlich vor Schmerzen jaulenden Pluto auf den Armen aus dem Haus zurück nach Hause – die Backenhörnchen triumphieren.

## Produktion
Squatter’s Rights kam am 7. Juni 1946 als Teil der Disney-Trickfilmserie Micky Maus in die Kinos. Nach Private Pluto aus dem Jahr 1943 war es der zweite Auftritt der Backenhörnchen Ahörnchen und Behörnchen in einem Disney-Trickfilm. Zu dem Zeitpunkt waren die beiden noch namenlosen Hörnchen jedoch nicht durch ihre Nasenfarbe unterschiedlich gestaltet.

## Synchronisation
| Rolle      | Originalsprecher |
| ---------- | ---------------- |
| Micky Maus | Walt Disney      |
| Pluto      | Pinto Colvig     |
| Ahörnchen  | Jimmy MacDonald  |
| Behörnchen | Dessie Flynn     |

## Auszeichnungen
Squatter’s Rights wurde 1947 für einen Oscar in der Kategorie „Bester animierter Kurzfilm“ nominiert, konnte sich jedoch nicht gegen Tom gibt ein Konzert durchsetzen.